# Kibitsuhiko-jinja

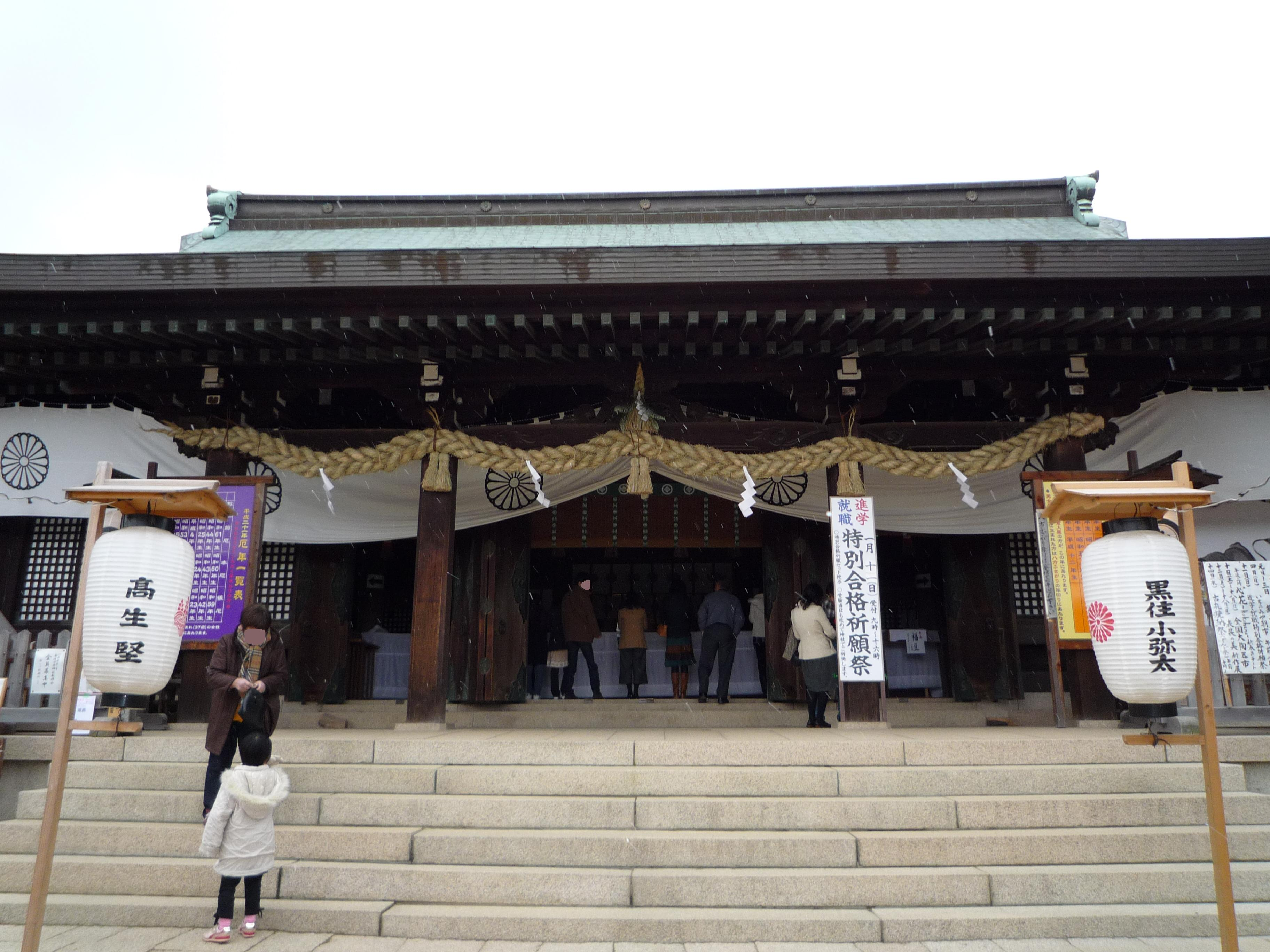
Bâtiment principal du sanctuaire Kibitsuhiko.

Le Kibitsuhiko-jinja (吉備津彦神社), est un sanctuaire shinto situé à Okayama dans la région de Chūgoku de l'île du Honshu.

## Histoire
Le sanctuaire est construit entre 1390 et 1402.
Le Kitbitsuhiko-jinja est le principal sanctuaire (ichi-no-miya) de l'ancienne province de Bizen. Le kami qui y est vénéré est Kibitsuhiko-no-mikoto (吉備津彦命), fils de l'empereur Korei.
Le sanctuaire fait partie des cinquante sanctuaires d'importance nationale de plus bas rang, les kokuhei shōsha (国幣小社).